# 木村龍治 (気象学者)
木村 龍治（きむら りゅうじ、1941年 - ）は、日本の気象学者（理学博士）、気象予報士。東京大学名誉教授、気象予報士会初代会長。専門は気象学、海洋物理学、地球流体力学。

## 人物
東京都生まれ。1960年東京都立日比谷高等学校卒後、1965年東京大学理学部地球物理学科卒。東京大学大学院理学系研究科修士課程修了。1976年に東京大学に博士論文「成層及び回転流体中の境界層の形成と安定性に関する地球流体力学的研究」を提出し理学博士の学位を取得。
東京大学海洋研究所助手を経て、1977年東京大学海洋研究所助教授に昇格、1994年東京大学海洋研究所教授に昇格、1999年日本流体力学会長、2003年3月に東京大学を定年退職し東京大学名誉教授の称号を得る。同年4月から2009年3月まで放送大学教養学部教授。2003年度日本気象学会藤原賞を受賞。

## 主な著作・編著・共著
- 木村竜治 『流れの科学 - 自然現象からのアプローチ』 東海大学出版会〈東海科学選書〉、1979年。
- 木村竜治 『地球流体力学入門 - 大気と海洋の流れのしくみ』 東京堂出版〈気象学のプロムナード13〉、1983年、ISBN 4-490-20068-4。
- 木村竜治 『流れの科学 - 自然現象からのアプローチ 改訂版』 東海大学出版会〈東海科学選書〉、1985年、ISBN 4-486-00883-9。
- 木村竜治 『たのしい気象の実験室』 小峰書店〈たのしいお天気学6〉、1986年、ISBN 4-338-06206-1。
- 木村竜治 『流れをはかる』 日本規格協会〈はかるシリーズ〉、1989年、ISBN 4-542-91008-3。
- 木村竜治 『地球は暖かくなるのか?』 草土文化〈地球の健康診断2〉、1989年、ISBN 4-7945-0360-1。
- 名越利幸・木村竜治 『気象の教え方学び方』 東京大学出版会〈気象の教室6〉、1994年、ISBN 4-13-064706-7。
- 木村竜治ほか 『岩波ジュニア科学講座 第9巻 うずまく大気と海 新版』 岩波書店 1994年、ISBN 4-00-010609-0。
- 木村竜治 『たのしい気象の実験室』 小峰書店〈新版たのしいお天気学6〉、1996年、ISBN 4-338-13106-3。
- 木村龍治文、花岡道子絵 『うずまきがいっぱい』 岩波書店〈科学であそぼう15〉、1998年、ISBN 4-00-116325-X。
- 柴田清孝 『光の気象学』 木村龍治編、朝倉書店〈応用気象学シリーズ1〉、1999年、ISBN 4-254-16701-6。
- 家正則・木村龍治・杉村新・三輪主彦 『地球と宇宙の小事典』 岩波書店〈岩波ジュニア新書348〉、2000年、ISBN 4-00-500348-6。
- 水野量 『雲と雨の気象学』 木村龍治編、朝倉書店〈応用気象学シリーズ3〉、2000年、ISBN 4-254-16703-2。
- 近藤裕昭 『人間空間の気象学』 木村龍治編、朝倉書店〈応用気象学シリーズ8〉、2001年、ISBN 4-254-16708-3。
- 新田尚ほか編 『キーワード気象の事典』 朝倉書店、2002年、ISBN 4-254-16115-8。
- 木村龍治 『自然をつかむ7話』 岩波書店〈岩波ジュニア新書438〉、2003年、ISBN 4-00-500438-5。
- 木村龍治 『変化する地球環境』 放送大学教育振興会〈放送大学教材〉、2004年、ISBN 4-595-23771-5。
- 木村龍治監修 『気象・天気図の読み方・楽しみ方』 成美堂出版、2004年、ISBN 4-415-02683-4。
- Trevor Day 『海の構造』 木村龍治監訳、藪忠綱訳、朝倉書店〈海をさぐる1〉、2004年、ISBN 4-254-10611-4。
- 木村龍治・藤井直之・川上紳一編著 『地球環境科学 新訂』 放送大学教育振興会〈放送大学大学院教材〉、2005年、ISBN 4-595-13409-6。
- 吉崎正憲・加藤輝之 『豪雨・豪雪の気象学』 木村龍治編、朝倉書店〈応用気象学シリーズ4〉、2007年、ISBN 978-4-254-16704-7。
- 木村龍治・大石和欣 『物理の考え方』 放送大学教育振興会〈放送大学教材〉、2007年、ISBN 4-595-30750-0。
- 木村龍治 『変化する地球環境 異常気象を理解する』 左右社〈放送大学叢書024〉、2014年、ISBN 4-903500-74-8。